# Agathobelus
Genre
Agathobelus est un genre d'insectes coléoptères de la famille des Belidae.

## Liste d'espèces
Selon ITIS:
- Agathobelus bivittatus Zimmerman, 1994